# Edificio de la Universidad de Barcelona
El edificio histórico de la Universidad de Barcelona, y conocido popularmente como “La Central”, llamado inicialmente edificio de la Universidad Literaria, fue construido entre 1863 y 1889, e inició la actividad docente en 1871. Situado en la plaza de la Universidad, acogió durante casi un siglo la mayoría de las facultades y escuelas universitarias de la ciudad, divididas entre el patio de Letras y el patio de Ciencias.

## Historia

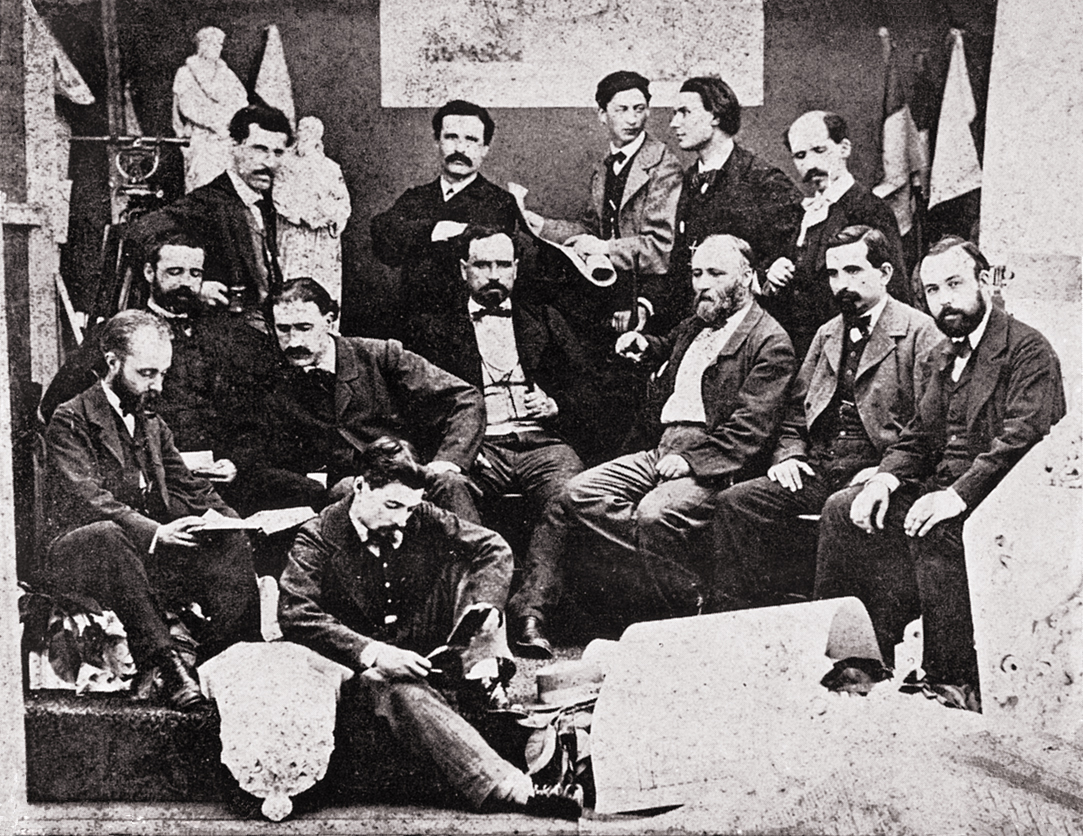
El arquitecto Elías Rogent y sus colaboradores, en una foto de 1865.

La construcción del edificio, obra de estilo neorrománico, del arquitecto Elías Rogent, se inició en 1863 y se finalizó totalmente en 1889. Las primeras clases se iniciaron el año 1871, poco después del retorno de la universidad en Barcelona después de su supresión a raíz de la Guerra de Sucesión (1714). Hasta entonces, desde el año 1842 (fecha en que se reinstaura la universidad en Barcelona después de 128 años de exilio en Cervera), la universidad estaba situada en el antiguo convento del Carmen, cerca de la Rambla.
La Facultad de Medicina, que formaba parte de la misma universidad, estaba situada en el antiguo Hospital de la Santa Cruz hasta que en 1906 se inauguró el edificio de la nueva facultad en las instalaciones del Hospital Clínico. La Escuela de Ingenieros Industriales de Barcelona estuvo ubicada en este edificio entre 1874 y 1927, en cambio, las escuelas técnicas de ingeniería estaban en las instalaciones de la llamada Escuela Industrial, en la calle Urgel.
El edificio de la plaza Universidad es actualmente el campus más antiguo de la Universidad de Barcelona. Acoge las Facultades de Filología y Comunicación, y de Matemáticas e Informática.

## Espacios emblemáticos
- Vestíbulo principal.
- Escalera de honor y rellano superior del rectorado.
- Galería de retrato de rectores.
- Claustros.
- Galería del Paraninfo.
- Paraninfo.
- Biblioteca.
- Torres.
- Sala de juntas.[2]